# آرثر شو
آرثر شو (بالإنجليزية: Arthur Shaw)‏ (9 أبريل 1924 في المملكة المتحدة - 2 نوفمبر 2015 بهيرموسا بيتش في المملكة المتحدة) هو لاعب كرة قدم بريطاني (وحمل سابقاً جنسية المملكة المتحدة لبريطانيا العظمى وأيرلندا) في مركز نصف الجناح. لعب مع إبسفليت يونايتد ونادي أرسنال ونادي برينتفورد ونادي واتفورد ونادي هايز ونادي ساوثال.